# Burg Schneidlingen
Die Burg Schneidlingen ist eine Wasserburg in dem Dorf Schneidlingen im Salzlandkreis in Sachsen-Anhalt.

## Geschichte
Die Wasserburg Schneidlingen, die zu den sog. Kastellburgen gezählt wird, wurde wahrscheinlich Anfang des 14. Jahrhunderts am Ostrand des Dorfes errichtet. 1324/25 erfolgte die erste urkundliche Nennung, bei der sie zum Besitz des Bistums Halberstadt gehörig bezeichnet wurde. Im Laufe des 14. und 15. Jahrhunderts wurde die Anlage oftmals verpfändet und geriet, so die zeitgenössischen Quellen, in einen schlechten baulichen Zustand.
1604 erwarb das Domkapitel Halberstadt Amt und Burg Schneidlingen wegen der Lage in der besonders fruchtbaren Magdeburger Börde durch Tausch vom protestantischen Administrator des Bistums, Herzog Heinrich Julius von Braunschweig-Wolfenbüttel. Insbesondere von 1611 bis 1620 wurden die Kernanlage und die große Vorburg unter der Leitung des Kirchenpolitikers und Ökonomen Matthias von Oppen, dem langjährigen Dechanten des Domkapitels, tiefgreifend umgestaltet und zu einem landwirtschaftlichen Mustergut umgestaltet. Erster Amtmann zu Schneidlingen war, der zuvor am Gröninger Hof des Heinrich Julius von Braunschweig-Wolfenbüttel tätige Michel Heyne, der Stammvater der später für die Region bedeutende Familie Heyne/Heine, die u. a. Gröningen mit Vorwerk Heynburg besaß, ferner Hakeborn, Kloster Hedersleben und das Kloster St. Burchardi (Halberstadt).
Zur Burg gehörten danach neben der eigentlichen Anlage noch eine Mühle und ein Netz verschiedener Vorwerke. In der Zeit der DDR diente die Anlage als Kindergarten und als Altenheim und verfiel danach. Die Anlage wird seit Mitte der 1990er Jahre von einem Burgverein gepflegt und restauriert.

## Baukörper
Die Kernburg war von einem noch heute in Spuren erkennbaren Wassergraben geschützt, der durch eine Abzweigung des örtlichen Goldbachs gespeist wurde. Die gotische Anlage umfasste drei Gebäudeflügel, von denen sich umfangreiche Reste erhalten haben, sowie einen zentralen Bergfried. Somit ist die Bezeichnung als "Kastellburg" nur bedingt zutreffend. Der Westflügel diente bereits ursprünglich als Wohn- und Repräsentationsbau, der nördliche und der östliche wurden zu Wirtschafts- und Lagerzwecken genutzt.
Die spätmittelalterlichen Baukörper wurden Anfang des 17. Jahrhunderts im Stil der Renaissance erweitert bzw. umgestaltet und zeigen noch heute große Schaugiebel mit Schweifwerk. Der kleine, den Hof südlich begrenzende Querbau wurde erst im 18. Jh. hinzugefügt. Hier befand sich vorher eine Mauer mit Pforte. Sehenswert ist weiterhin der renovierte, 21 Meter hohe, viergeschossige Bergfried mit barocker Haube und Wappentafeln der am Umbau 1611–1620 beteiligten Domherren von Halberstadt.
Von der südlich anschließenden ehemaligen Vorburg sind durch die Anlage von Neubauernhäusern nach dem Zweiten Weltkrieg sowie dem Abriss der barocken Ökonomiegebäude Ende der 2000er Jahre nur noch wenige Elemente zu erkennen. Auch die nahe Burgmühle wurde mittlerweile niedergelegt.